# Fabio Aru

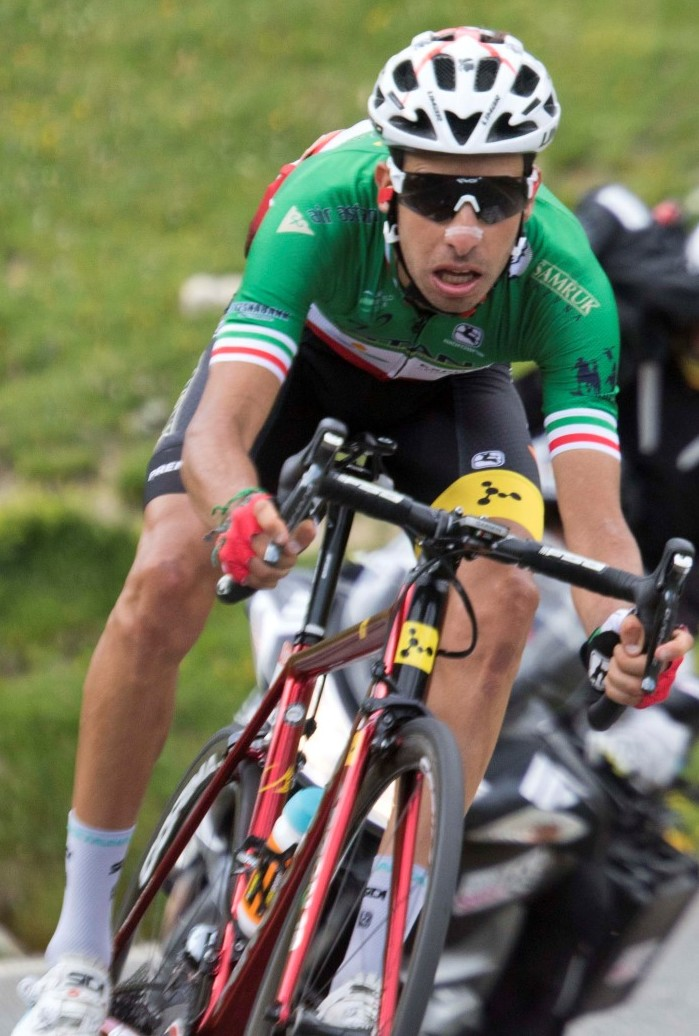
Aru bei der Tour 2017

Fabio Aru (* 3. Juli 1990 in San Gavino Monreale) ist ein ehemaliger italienischer Straßenradrennfahrer. Seinen größten Erfolg erreichte er mit dem Gesamtsieg bei der Vuelta a España 2015.

## Karriere
Nachdem Aru in den Jahren 2011 und 2012 die italienischen Etappenrennen Giro delle Valli Cuneesi, Toscana-Terra di Ciclismo und zweimal den Giro della Valle d’Aosta gewann, schloss er sich 2013 dem kasachischen UCI ProTeam Astana an. Mit diesem Team gelang ihm 2014 der Durchbruch bei den Grand Tours: Er gewann eine Bergetappe beim Giro d’Italia, den er als Dritter beendete, und zwei Bergetappen bei der Vuelta a España, bei der er Fünfter wurde. Ein Jahr später gewann er zwei Bergetappen und die Nachwuchswertung beim Giro d’Italia und beendete die Rundfahrt als Zweiter hinter Alberto Contador mit 1:53 Minuten Rückstand. Für einen Tag hatte Aru beim Giro das Gesamtklassement angeführt.
Im September 2015 startete Aru bei der Vuelta a España. Er fuhr während der 11. Etappe ins Rote Trikot des Gesamtführenden und behielt es zunächst fünf Tage, bevor er es an Joaquim Rodríguez und später Tom Dumoulin abgeben musste. Erst auf der letzten Bergetappe lancierte Aru gemeinsam mit seiner Mannschaft den entscheidenden Angriff auf Dumoulin, der den Italiener erneut in Führung brachte und schließlich zu seinem ersten Sieg bei einer Grand Tour führte.
2017 gewann er die 5. Etappe der Tour de France 2017, die mit einer Bergankunft in Planche des Belles Filles endete. Auf der 12. Etappe übernahm er das Gelbe Trikot von Chris Froome, musste es aber nach zwei Etappen wieder abgeben.
Im März 2019 musste Fabio Aru wegen einer verengten Hüftarterie operiert werden, weshalb er nicht beim Giro d’Italia  starten konnte.
Nach drei weniger erfolgreichen Jahren beim Team UAE wechselte Aru 2021 zu Qhubeka NextHash und gab kurz vor der Vuelta a España bekannt, dass dies sein letztes Radrennen als Profi sein werde. Anfang September beendete Fabio Aru daraufhin nach mehr als zehn Jahren seine Radsportkarriere.

## Erfolge
2011
- Gesamtwertung und eine Etappe Giro della Valle d’Aosta
- Gesamtwertung und eine Etappe Giro delle Valli Cuneesi

2012
- Gesamtwertung Toscana-Terra di Ciclismo
- Gesamtwertung und eine Etappe Giro della Valle d’Aosta

2013
- Nachwuchswertung Giro del Trentino

2014
- eine Etappe Giro d’Italia
- zwei Etappen Vuelta a España

2015
- zwei Etappen und  Nachwuchswertung Giro d’Italia
- Gesamtwertung Vuelta a España

2016
- eine Etappe Critérium du Dauphiné

2017
- Italienischer Meister – Straßenrennen
- eine Etappe Tour de France

## Grand-Tour-Platzierungen
| Grand Tour            | 2013 | 2014 | 2015 | 2016 | 2017 | 2018 | 2019 | 2020 | 2021 |
| --------------------- | ---- | ---- | ---- | ---- | ---- | ---- | ---- | ---- | ---- |
| Giro d’ItaliaGiro     | 42   | 3    | 2    | –    | –    | DNF  | –    |      | –    |
| Tour de FranceTour    | –    | –    | –    | 13   | 5    | –    | 14   | DNF  | –    |
| Vuelta a EspañaVuelta | –    | 5    | 1    | –    | 13   | 23   | DNF  | –    | 51   |

## Auszeichnungen
- Gazzetta Sports Award – „Darbietung des Jahres“': 2015